# Vila Fernando (Guarda)
Vila Fernando ist eine Gemeinde (Freguesia) im portugiesischen Kreis Guarda. In ihr leben 396 Einwohner (Stand 19. April 2021).